# José Parodi
José del Rosario Parodi Rojas (30 sierpnia 1932 - sierpień 2006) – paragwajski napastnik i trener. Brat byłego reprezentanta, a następnie trenera reprezentacji Paragwaju, Silvio Parodiego.
Urodzony w Luque Parodi był wychowankiem klubu Sportivo Luqueño, w którym w 1950 roku rozpoczął zawodową karierę piłkarską. Razem ze Sportivo Luqueño dwukrotnie zdobył mistrzostwo Paragwaju - w 1951 i 1953 roku. Jako gracz klubu Sportivo Luqueño wziął udział w turnieju Copa América 1955, gdzie Paragwaj zajął przedostatnie, piąte miejsce. Parodi zagrał w czterech meczach - z Argentyną, Urugwajem, Ekwadorem i Peru.
Po mistrzostwach kontynentalnych Parodi przeniósł się do Woch, gdzie przez rok grał w klubie Padova, by w 1956 przenieść się do Genoi. We Włoszech często występował jako Giuseppe Parodi. W 1957 wrócił do Paragwaju, by ponownie grać w klubie Sportivo Luqueño. W 1958 został piłkarzem klubu Club Olimpia.
Jako gracz Olimpii był w kadrze reprezentacji podczas finałów mistrzostw świata w 1958 roku, gdzie Paragwaj, pomimo bardzo bobrej postawy, odpadł już w fazie grupowej. Parodi zagrał we wszystkich trzech meczach - z Francją, Szkocją (zdobył bramkę) i Jugosławią (zdobył bramkę).
Po mistrzostwach świata Parodi ponownie wyjechał do Europy - tym razem do Hiszpanii, gdzie przez 3 lata grał w klubie Unión Las Palmas. W 1961 roku przeniósł się do Francji, gdzie przez 6 lat grał w Nîmes. W Nîmes otrzymał przydomek „Złota głowa”, gdy spośród 23 goli strzelonych w jednym sezonie, aż 19 strzelił głową. W 1967 roku przeszedł do alzackiego klubu FC Mulhouse, w którym w 1969 zakończył karierę piłkarską.
Parodi słynął ze swojej wszechstronności i bramkostrzelności.
Po zakończeniu kariery piłkarskiej Parodi został trenerem - pracę w nowym zawodzie rozpoczął od drużyny FC Mulhouse, a w 1984 trenował zespół EP Manosque. Później wrócił do Paragwaju, by zajmować się drużynami klubów Sportivo Luqueño i 12 de Octubre FC.
Zmarł w sierpniu 2006 roku w swoim rodzinnym mieście - Luque.